# شهرستان اسکات (ویرجینیا)
شهرستان اسکات، ویرجینیا (به انگلیسی: Scott County, Virginia) یک سکونتگاه مسکونی در ایالات متحده آمریکا است که در ویرجینیا واقع شده‌است.

## خصوصیات
شهرستان اسکات ۱٬۳۹۶٫۰۱ کیلومترمربع مساحت دارد.